# استان کانداراوه
استان کانداراوه (به اسپانیایی: Provincia de Candarave) یک استان در پرو است که در منطقه تاکنا واقع شده‌است. استان کانداراوه ۲٬۲۶۱٫۱۰ کیلومتر مربع مساحت و ۸٬۵۴۳ نفر جمعیت دارد و ۳٬۴۱۵ متر بالاتر از سطح دریا واقع شده‌است.